# 拉巴 (奥地利)
拉巴是奥地利施蒂利亚州格拉茨城郊县的一个市镇。总面积7.71平方公里，总人口2120人，人口密度275.0人/平方公里（2005年）。